# Cobla
|  | Aquest article tracta sobre Cobla dins el camp de la Música. Vegeu-ne altres significats a «Cobla (estrofa)». |

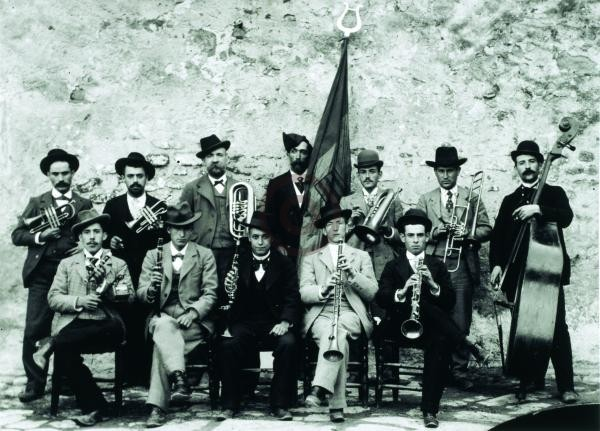
Una cobla catalana l'any 1909

La cobla és una agrupació musical autòctona de Catalunya en la qual predominen els instruments de vent, que executen la música de diferents balls i danses tradicionals, en especial la sardana.
En l'actualitat la formació més freqüent de la cobla és d'onze músics que toquen dotze instruments. Es distribueixen en dues fileres. Els de la primera, que toquen asseguts, s'encarreguen dels instruments de vent i de fusta: el flabiol i el tamborí, dos tibles i dues tenores. A la segona filera, en què els músics solen tocar drets, hi ha els instruments de vent-metall: dues trompetes, un trombó i dos fiscorns. Finalment, el contrabaix, situat a la dreta, fora de les fileres, és l'únic instrument de corda de la formació.

## Història

### Inicis. Els tres quartans
El binomi flabiol-tambor, es dona a tot Europa des de molt antic. Al segle xiv hom troba cobles de joglars formades per tres o quatre músics. La cobla catalana, a semblança del conjunt instrumental de vent que acompanyava la dansa alta europea del segle xv, té un instrument del registre tenor que ocupa la part central.

Els seus orígens es remunten a una formació antiga que rebia el nom de tres quartans (o també cobla de ministrers o ministrils), i es creia que s'anomenava així perquè el formaven tres músics que tocaven quatre instruments: el sac de gemecs, la tarota i el flabiol i tamborí. S'ha posat en dubte aquesta etimologia:
"Cal aclarir que la denominació de cobla de tres quartans d'aquesta formació seria el fruit d'un malentès: un tres quartans és una mesura de blat, i "tenir el cap com un tres quartans" és sinònim d'estar marejat o atabalat"

Per tant, dir d'una cobla que era una cobla de tres quartans volia dir que feien una música atabaladora. Aquesta formació musical medieval va anar evolucionant i ampliant, sobretot a mitjans del segle xix. Pep Ventura (1818-1875) transformà i estabilitzà la cobla en les seves característiques essencials, incorporà el contrabaix, donà a la tenora el seu paper predominant, i va donar lloc a la cobla moderna, tal com es coneix en l'actualitat.

### Les primeres cobles
La tessitura greu, apta per al paper d'acompanyants rítmics i adequats per a servir de fons harmònic als instruments de fusta, havia impedit durant molts anys el seu desenvolupament. Instruments que des del Renaixement i sobretot en el Barroc responien a aquestes característiques -com el sacabutx, el serpentó i el baixó, substituït posteriorment pel seu successor, el fagot- no arribaren a arrelar mai a la cobla, per raons difícils de comprendre, ja que s'usaven a l'església i per al sarau, i es troben profusament reproduïts en nombrosos gravats i rajoles en què figuren músics d'aquells temps.
Tenim notícies de cobles gironines de l'època del barroc, sobretot a Olot, Banyoles i La Bisbal. A finals del segle xviii i principis del segle xix, el mot cobla no fa referència a cap tipologia concreta de conjunt instrumental. El Baró de Maldà, en el seu Calaix de sastre, fa nombroses referències a cobles que molt sovint integren violins i violes (és a dir, violoncels, en el llenguatge d'aquell autor) als quals se suma algun instrument de vent, ja sigui un clarí, un clarinet, una flauta dolça o fins i tot les veus dels mateixos músics. Pel que fa al nombre, devien oscil·lar, aproximadament, entre els 4 i els 7 músics. A més, a vegades són els encarregats d'interpretar les parts instrumentals de la música de la missa.
Les cobles de mitjans del segle xix no tenien una formació fixa ni quant a nombre de músics ni pel que fa als instruments que tocaven. Eren conegudes pel nom del que les manava, per exemple la cobla de Pep Ventura, la d'en Guix de Torroella de Montgrí, o la de l'Agramont, etc.
Aproximadament a la tercera dècada del segle xix l'evolució de la cobla es caracteritza per l'ús dels instruments de metall més diversos. Aquest és el cas del buccén que era una mena de trombó de colissa amb un pavelló que simulava un gran cap de drac amb la boca oberta. Pep Ventura encara el va usar en algunes de les seves partitures.
El primer instrument que va contribuir d'una manera notable a eixamplar el camp de la cobla fou el figle, mot que era una corrupció del compost erudit oficleide, agafat del grec (d'Ophic, que vol dir serp i de kleide, claus). Venia a ser com un serpentó de metall, en el qual la forma sinuosa s'havia substituït per la forma colzada, o sigui amb el tub de l'instrument doblegat pel mig i tapant els grossos forats amb claus de metall proveïdes de molles, com en els instruments de fusta.
A les partitures de les obres interpretades per la primera cobla que va actuar a Barcelona, que fou la de Miquel Gich, de Torroella de Montgrí, l'any 1850, al Gran Teatre del Liceu, hi figurava el figle. Malgrat l'èxit inicial amb què fou acollit, el figle va tenir una vida molt efímera, en inventar-se els instruments de metall de cilindres i pistons, que encara són usats actualment.
L'aplicació a les antigues trompes d'un mecanisme de tres pistons o cilindres, permeté la superació de les notes naturals obtingudes amb la pressió del llavi, assolint així amb la posició dels pistons, totes les notes de l'escala musical. Aquesta constant evolució i incorporació de nous instruments, comportava que el nombre de components de les cobles fos variable, com ho testimonien algunes fotografies antigues de cobles amb vuit, nou o deu músics.
Actualment, els músics tenen un nombre i posició fixa, i també pel que fa als instruments.

### Reforma de Pep Ventura

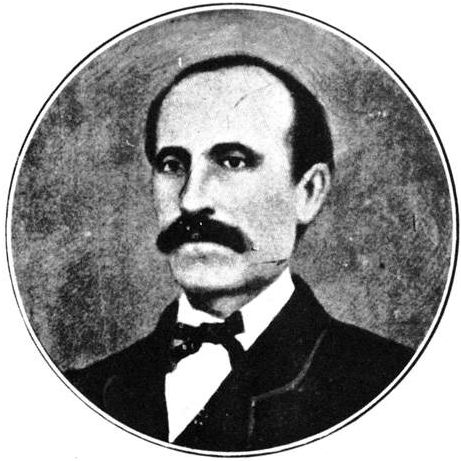
Pep Ventura

L'altre aspecte determinant en l'evolució de la cobla, correspon a la mateixa evolució de la tenora. Hi ha dos noms gràcies als quals el futur de la cobla i de la sardana, experimentà una nova dimensió. Es tracta d'Andreu Toron (1815-1886) i Pep Ventura (1817-1875). Andreu Toron, fabricant d'instruments a Perpinyà, va voler perfeccionar les antigues tarotes i xirimies fins que el 23 de desembre del 1849 presentava per primera vegada el seu nou instrument, al qual anomenava llavors oboè-tenor.
Aquesta presentació tingué lloc en la gran sala del Museu, a la Universitat, al curs d'una sessió pública de la Societat Agrícola, Científica i Literària de Perpinyà; i per a la circumstància, l'Andreu Toron tocà una peça acompanyat per la banda. A continuació d'aquesta sessió, en Toron multiplicarà semblants concerts de presentació, en especial l'any 1852, i sempre acompanyat per bandes militars, per a les quals desitjava fer adoptar el seu instrument.
Andreu Toron va anar perfeccionant aquest instrument, que ja s'assemblava a una tenora, introduint-hi innovacions constants en el sistema de claus, fabricant diverses tenores sobre les quals havia adaptat algunes claus amb anells, com en el sistema Boëhm, sistema que, millorat, s'aplica avui en la flauta i el clarinet.
Al seu torn, Pep Ventura, anomenat Pep de la Tenora, transformà i estabilitzà la cobla en les seves característiques essencials. Sense la seva encertada intervenció, la sardana segurament no hauria passat d'ésser una pura manifestació folklòrica empordanesa. Això es produí gràcies a dos nous encerts de Pep Ventura, que va allargar la sardana (representat pel pas de la sardana curta a la sardana llarga) i va reestructurar i ampliar la cobla, tot incorporant-hi el contrabaix i donant a la tenora el seu paper predominant. Anà introduint la tenora en les antigues cobles de l'època, i ho aprofitarà per a reorganitzar-les progressivament, enfortint-les amb altres instruments, sobretot de metall.
Aquest període marca una evolució que se significa en diferents plans amb els noms titulars de les cobles; començant per les que porten el nom de llur cap, com les d'en Mascaró, de Torroella de Montgrí, i d'en Llandrich de Figueres, com la cobla d'en Mercader, de Celrà; coneguda per la d'en Ponch; la d'en Duran i Rei, de l'Armentera, i la d'en Pere Sot de la Bisbal. Venen després la dels noms o motius que sustentaven les famílies dels components, els Juncà -Juncans- de Banyoles, els Romans i els Cervera de Figueres; els Prat d'Olot; els Juanola de Tortellà i després de Manresa; els Grau i els Rovira de Bordils; els Saló de Palau-sator. I els Colomines de Cornellà del Terri,' els Cardoneda de Girona; amb els Bofills de Torelló; seguits dels Serafins d'Arbúcies i dels Rossinyols de Castelló d'Empúries.
Els Llauners de Cassà de la Selva són dels qui directament acusen la transposició dels temps i modes; aquests darrers arribaren a ostentar el títol d'Orfeó Cassanenc. I així en aquesta modalitat culta o verdagueriana, figuren la Pirinenca de Camprodon, la Joventut Empordanesa de Cervià de Ter i La Lira de Torroella. Un estat significatiu dins l'escalada de denominacions, originada segurament en la multiplicació d'agrupacions musicals i la sovintejada duplicitat de cobles a viles i ciutats; així, on s'escau, el títol pren un nom qualitatiu: La Principal, que tot seguit ens evoca la justícia de l'adjectiu en el cas de les de la Bisbal (1888) i de Peralada (1892) sense oblidar la prelació que té la de Llagostera, fundada el 1892.

### Expansió per Girona
Després de la mort de Pep Ventura (1875), seguí una etapa d'una certa decadència sardanista que anà lligada a la depressió social i econòmica del darrer quart de segle, i un ressorgiment a principis del segle xx. De les comarques gironines continuava irradiant la força expansiva localitzat en diversos centres:

#### Torroella

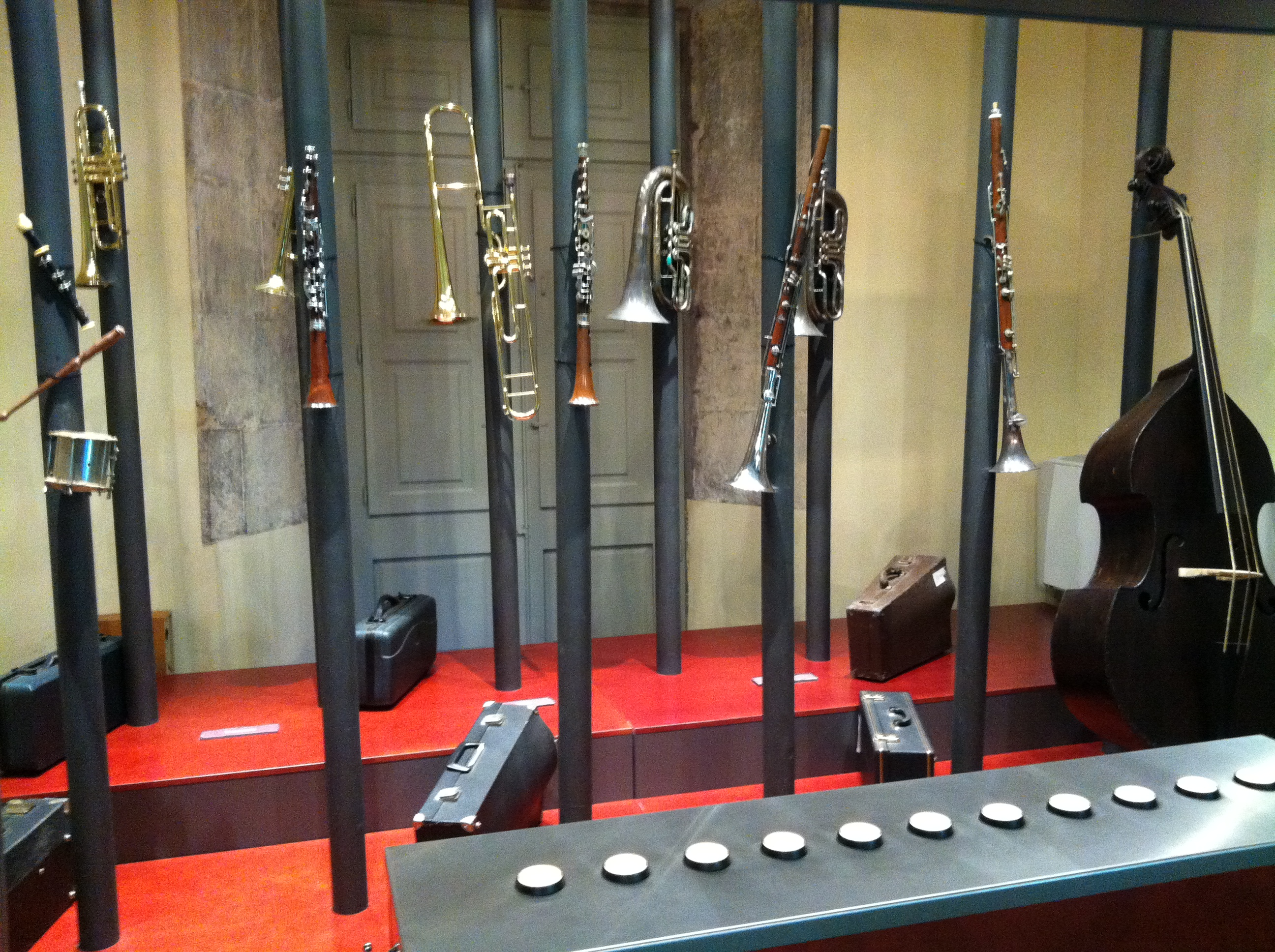
Representació d'una cobla al Museu de la Mediterrània de Torroella de Montgrí.

El prestigi musical de Torroella de Montgrí, important ja en el segle xviii gràcies als bons mestres de capella i organistes que hi exerciren, sembrant la llavor d'on sortirien desenes d'importants músics de cobla i compositors. Com per exemple, Miquel Gich i la seva cobla, una de les més antigues; Joan Rigau i la seva cobla La Joventut Torroellense dita també popularment Els Barretons, i molt especialment el seu fill Pere Rigau, fundador d'Els Montgrins l'any 1884, prolífic compositor i eficient director, fou un personatge important de la vida musical torroellenca. Com ho foren també els Vallespí, Joaquim, Jaume i Enric, amb molts anys dedicats a Els Montgrins i també el famós compositor Vicenç Bou, que en fou director a la mort d'en Pere Rigau.

#### Peralada
De l'escola de Peralada, patrocinada pel comte de Savallà, els germans Rocabertí, sorgí Josep Serra i Bonal, qui més tard es feu càrrec de la direcció de la Principal de Peralada, fundada al si de l'escola el 1890. La importància d'aquesta escola, institució benèfica educativa de gran prestigi, dins la promoció de l'ensenyament musical i concretament de la sardana, és reconeguda per tots els historiadors sardanistes. La seva cobla, que deixà d'actuar durant la guerra, i ja no es refeu, fou a primers de segle, de les capdavanteres. Serra, una de les seves figures més prestigioses, compositor de gran inspiració, s'havia traslladat a Barcelona el 1915 en recerca de nous horitzons musicals. Aquest fet ajudava també a la propagació de la sardana, de les comarques empordaneses a nous horitzons d'expansió.

#### Castelló d'Empúries
La tradició musical de Castelló d'Empúries, bressol d'intèrprets i compositors de reconeguda fama i popularitat. L'avi Rau, Pau Guanter, antic component de la vella cobla de l'Agramont i que amb elements joves, constituí una nova formació coneguda com Els Rossinyols. I ja passat el primer quart de segle, entre 1925 i 1929 la cobla de joves Els Rossinyolets formada pels deixebles de l'Escola Municipal de Música de Castelló.

#### La Bisbal
La llavor que va sembrar la pedagogia musical del compositor gironí establert a la Bisbal, Joan Carreras i Dagàs, donaria grans fruits. La seva famosa cobla, La Principal de la Bisbal, fundada el 1888, seria l'escola d'una llarga llista de cèlebres músics i compositors.

#### Cassà
Cassà de la Selva també fou el bressol d'antigues i prestigioses cobles: la Unió Cassanenca, fundada a les darreries el segle xix, la Principal de Cassà el 1910 i La Selvatana el 1913. Institucions musicals de gran prestigi, populars intèrprets i compositors, van generar a Cassà una gran tradició sardanista.
Les cobles-orquestres de Girona, també foren un focus d'interès sardanista, així com d'altres petites poblacions com: L'Escala, Santa Coloma de Farners, Amer, Calonge, Tortellà, Sant Feliu de Pallerols, Bordils, etc., que són una mostra significativa de la importància històrica que tenen les comarques gironines.

### Expansió a Barcelona

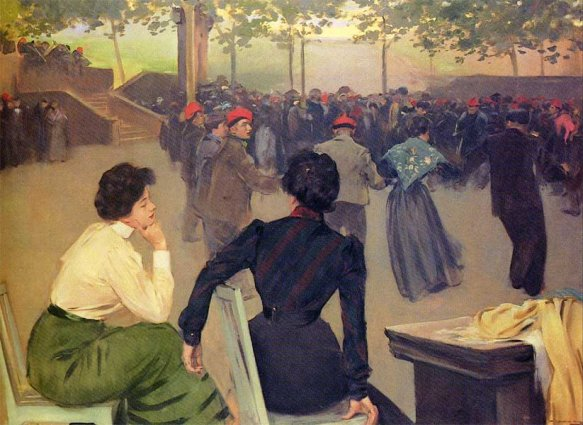
Sardanes a la font de Sant Roc a Olot, quadre pintat per Ramon Casas entre 1901-1902 a la sala anomenada la Rotonda del Cercle del Liceu

A Barcelona, la sardana s'havia començat a propagar cap al 1860: La cobla de Pep Ventura és invitada a participar en la festa que se celebra a Montserrat en ocasió de la visita de la reina Isabel II. Un pas endavant molt important s'obté quan les sardanes s'inclouen en les Festes de la Mercè de Barcelona. Així, en el programa de l'any 1871 es fa referència als empordanesos que ballen sardanes llargues al so de la cobla. També hi contribueix la fundació de l'Orfeó Català, que dedica especial atenció a la sardana i l'estrena al Gran Teatre del Liceu de l'òpera Garin del mestre Tomàs Breton, en la qual hi figura una sardana que el dia de l'estrena va haver de ser repetida tres vegades per la insistència del públic.

#### El concurs de cobles del 1902 a Barcelona
Però fins a principis del segle xx, la sardana, a Barcelona, es limita a fets esporàdics i aïllats, amb més caràcter expectatiu que participatiu. Un gran impuls ve donat per l'Ajuntament de Barcelona que a les Festes de la Mercè de l'any 1902, organitza un concurs de cobles i La Vanguardia del 28 de setembre ho explicava així:
| «                                       | Ahir al matí es va celebrar al teatre Novedades l'interessant concurs de cobles empordaneses, que va ser presenciat per un públic molt nombrós. Les orquestres que van prendre part en el concurs van ser nou, i totes molt aplaudides. Va començar el concurs amb la presentació de la Unió Casanense, que va ser summament aplaudida, tant en la composició obligada Toc d'oració, com en la de lliure elecció, titulada La filia del marchant, de Garreta. Va seguir La Principal, de Peralada, que va executar de molt gust el Toc d'oració i La pubilla empordanesa, de Serra. Després es va presentar l'orquestra Antiga Pep, de Figueres, la qual va escollir la bonica composició de Ventura Arre Moreu, que va ser molt celebrada tant en aquesta interpretació com en l'obligada. La Vella, de La Bisbal, va executar La Pastoreta. La Copla de Torroella de Montgri i la Moderna de Llagostera, van escollir, respectivament, les composicions Bola de neu, de Rigau, i Flor d'un dia, de Pau Guanter (Rosinyol). L'Agramont, de Castelló de Ampurias, va tocar La texana, bonica composició d'Agramont. La Principal, de La Bisbal, va ser sense disputa la que més bé va interpretar el tema obligat, especialment el tenor. La lliure composició va ser La Fada, de Garreta. L'Orfeó de Cassá de la Serra fou l'última orquestra que va prendre part en el concurs, i va escollir la composició de Cervera Raig de lluna. El jurat, compost pels senyors Nicolau, Vives, Millet, Cotó i Cambó, va acordar distribuir els premis de la manera que a continuació s'expressa: El primer que consisteix en medalla d'or i 1.000 pessetes; serà repartit entre les orquestres La Principal de la Bisbal i La Principal de Peralada, i es van donar a cada una 500 pessetes i la medalla d'or. Els dos segons premis, consistents en medalla de plata i 7.500 pessetes, s'adjudiquen a la Unió Cassanenca i Els Montgrins. Es van crear dos tercers premis de medalla de bronze i 250 pessetes cada un, que van ser adjudicats a les orquestres Agramont de Castelló d'Empúries i Moderna de Llagostera. Els accèssits es van adjudicar a l'Antiga Pep de Figueres i Orfeó Cassanenc El públic va aplaudir la resolució del jurat | » |
| — La Vanguardia, 28 de setembre de 1902 | |   |

L'any 1907 es funda la Cobla Sureda, després Cobla Barcelona.

### Expansió a la resta de Catalunya
Per tot Catalunya, els nuclis sardanistes es van constituint en Foments de la Sardana o entitats afins. Són fecunds en aquest aspecte els anys 1920-1930. Neixen La Principal d'Amer (1911), Tarragona (1918), La Principal del Vallès de Sabadell (1920), Tàrrega (1920), Barcelona (1922), Catalunya de Reus (1922), La Principal de Terrassa (1923), La Principal de Lleida (1924), La Lira de Sant Celoni (1925), la Girona (1926), La Principal de Banyoles (1929), la Barcelona-Albert Martí (1929), La Principal del Llobregat de Cornellà (1929), La Principal d'Olot (1929), etc.

### Consolidació
La consolidació de la sardana a principis de segle xx aferma definitivament la cobla i la seva estructura ja no sofrirà variacions fins als nostres dies. L'expansió de la sardana fora de les seves arrels gironines, produïda ja en la primera dècada del segle xx i afermada sobretot
a partir dels voltants de l'any 1920, propicia la creació de noves cobles arreu de Catalunya. El Directori Sardanístic de l'Almanac de la sardana de 1929 ens dona un total de 65 cobles.
Passada ja la guerra civil i reestructurades les antigues formacions -algunes no sense dificultats i altres que desapareixerien per sempre, com La Principal de Peralada-, s'obre una altra gran època de proliferació de cobles que es pot situar entre els anys 1945 i 1955. El sardanisme entra en un gran moment: les ballades i concerts són abundosos i propicien que es creïn noves cobles i que força orquestres de ball adoptin també la formació de cobla. L'any 1950, ja són 117 cobles.
Però ja a partir d'aquest moment els cens de cobles experimenta una davallada important i progressiva que no es detura fins a mitjans dels anys 70 quan sorgeix el fenomen de les cobles juvenils. La creació de la cobla Jovenívola de Sabadell l'any 1976 és el punt de partida pel sorgiment de noves formacions de músics joves: Ciutat de Berga, Mediterrània, Ciutat de Terrassa, Marinada, Bisbal Jove, Flama de Farners, Berga Jove, Ciutat de Cornellà, Principal de Banyoles, Premianenca, Vila de Blanes, Juvenil de Bellpuig, etc.

## Etimologia
El terme cobla, que s'utilitza des de temps remots per a designar formacions instrumentals de pocs músics amb configuracions molt diverses, integrants un nombre i una diversitat d'instruments força gran; procedeix del llatí copula, que significa unió i fa referència a l'acoblament o agrupament de diversos instruments. És a partir de la reforma de Pep Ventura que el concepte restringeix i es concreta absolutament.

## Instruments

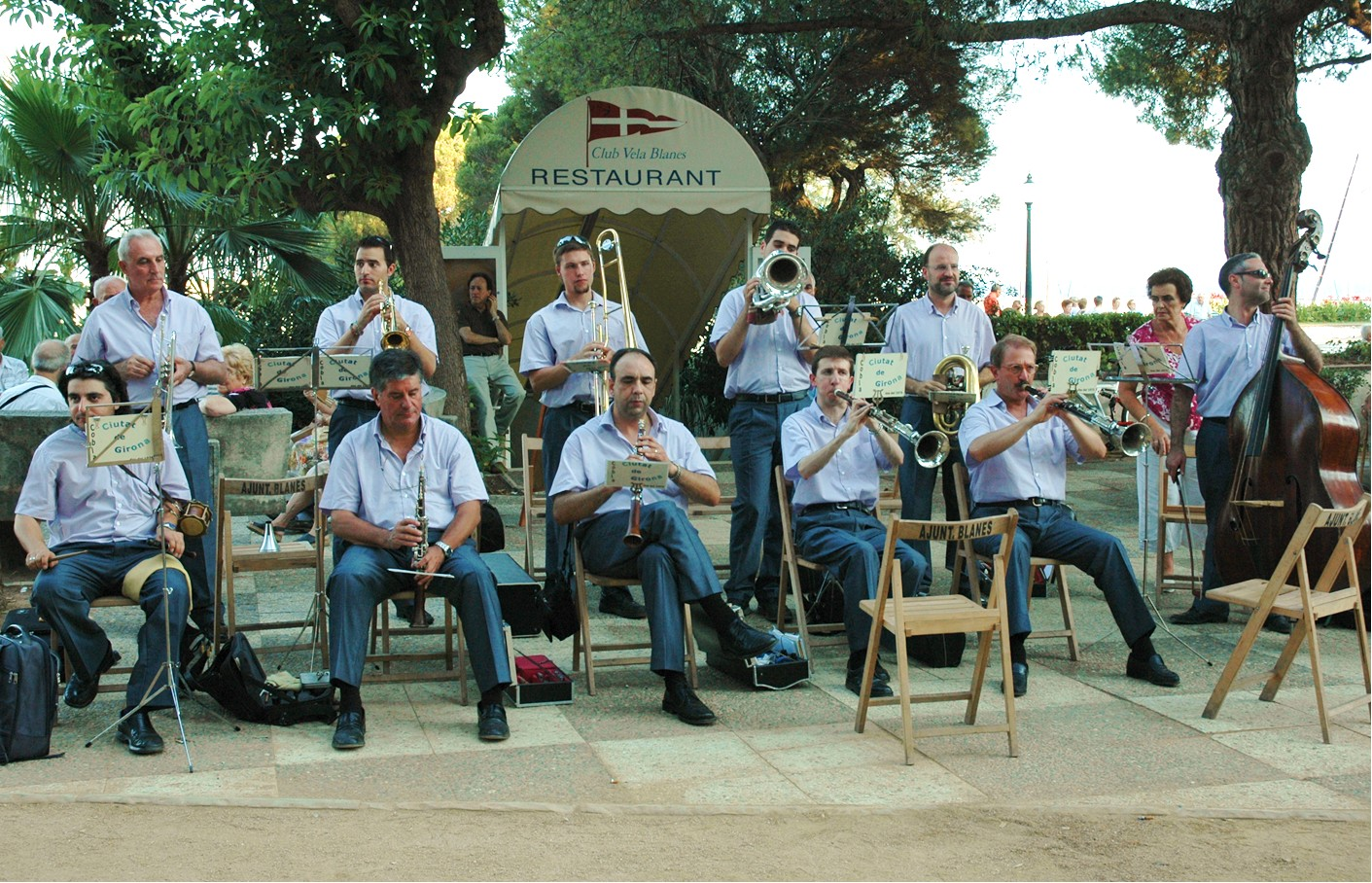
La cobla Ciutat de Girona el 2007 a Blanes

Actualment la cobla sol estar formada per onze instrumentistes que toquen dotze instruments. Els músics estan distribuïts en 2 fileres: davant el tamborí i els instruments de vent de fusta (que toquen asseguts) i darrere els de vent de metall (que normalment toquen drets). Així mateix, cada filera també s'organitza segons el registre de so dels instruments: vist des del davant, els més aguts a l'esquerra i els més greus a la dreta. El contrabaix està situat fora de les fileres, a la banda dreta.
La formació estàndard de la cobla és la següent:
- Davant, d'esquerra a dreta:
  - El flabiol és l'encarregat de fer l'introit (o entrada) i els contrapunts. Es toca només amb la mà esquerra i la seva tonalitat és de Fa. El mateix instrumentista toca el tamborí, l'únic instrument de percussió de la cobla, que amb el seu "toc" fa l'acompanyament a les sardanes.
  - El tible, segon i primer, és un instrument de la família de vent de fusta. Té un so agut i la seva tonalitat és de Fa.
  - La tenora, primera i segona, és un instrument de vent de fusta, acabat amb un pavelló metàl·lic. És el que sol fer la melodia de les sardanes i té un so més greu que el tible. La seva tonalitat és de Si♭.
- Darrere, d'esquerra a dreta:
  - La trompeta, segona i primera, és un instrument de vent de metall, el més agut de la família que es troba a la cobla. Acostumen a estar afinades en la tonalitat de Si♭.
  - El trombó de pistons, afinat en do. El seu paper es limita quasi sempre a fer acompanyaments i fou l'últim a incorporar-se a la cobla.
  - El fiscorn, primer i segon, és l'instrument de vent de metall més greu de la cobla. Tonalitat de Do.
- Extrem dret
  - El contrabaix és l'únic instrument de corda de la cobla, i el que té el registre més greu. La seva interpretació combina l'arquet i el pizzicato. La seva tonalitat és Do. Si bé el contrabaix ordinari té quatre cordes, la més greu s'ha eliminat del contrabaix de cobla, que només en té tres. Es coneix popularment amb el nom de verra.

A banda d'aquests, de vegades el metall està reforçat amb una tercera trompeta, i fins i tot un segon trombó. D'altra banda, en la interpretació de certes obres per a cobla, com ara ballets i obres de concert, és freqüent que la cobla estigui acompanyada per timbales.

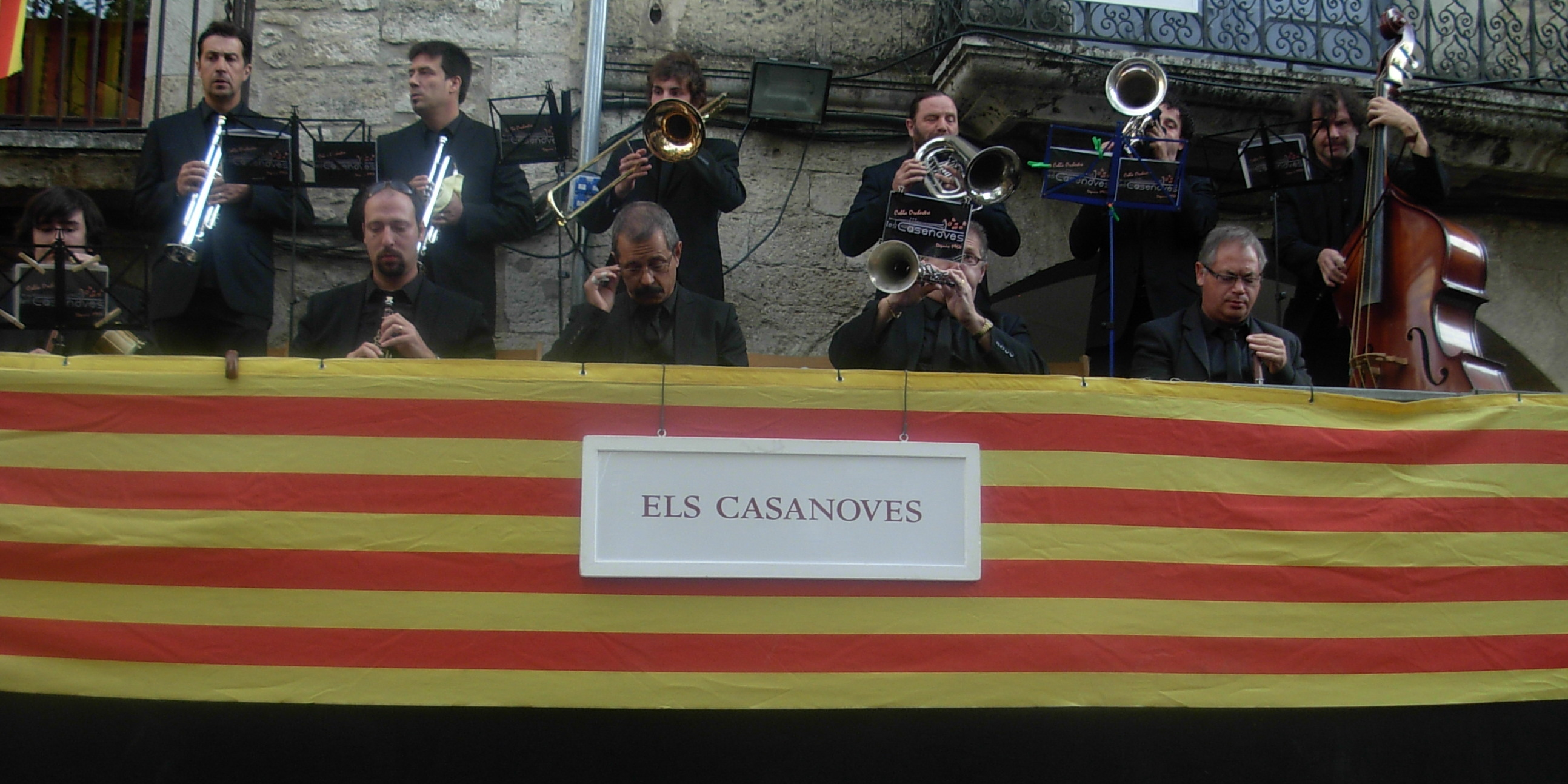
Cobla Els Casanoves tocant sardanes a la Festa Major de Banyoles
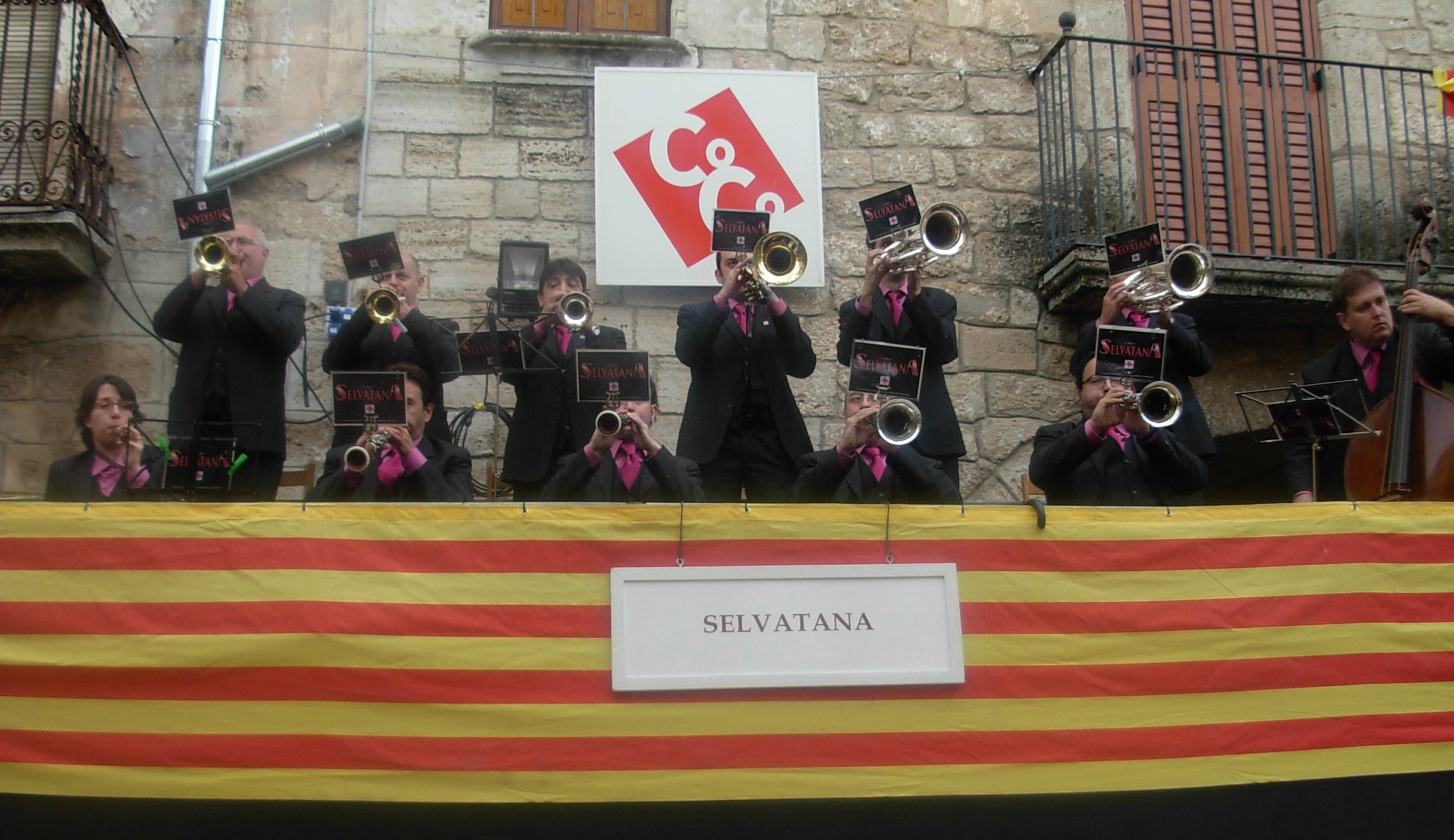
Cobla Selvatana tocant sardanes a la Festa Major de Banyoles
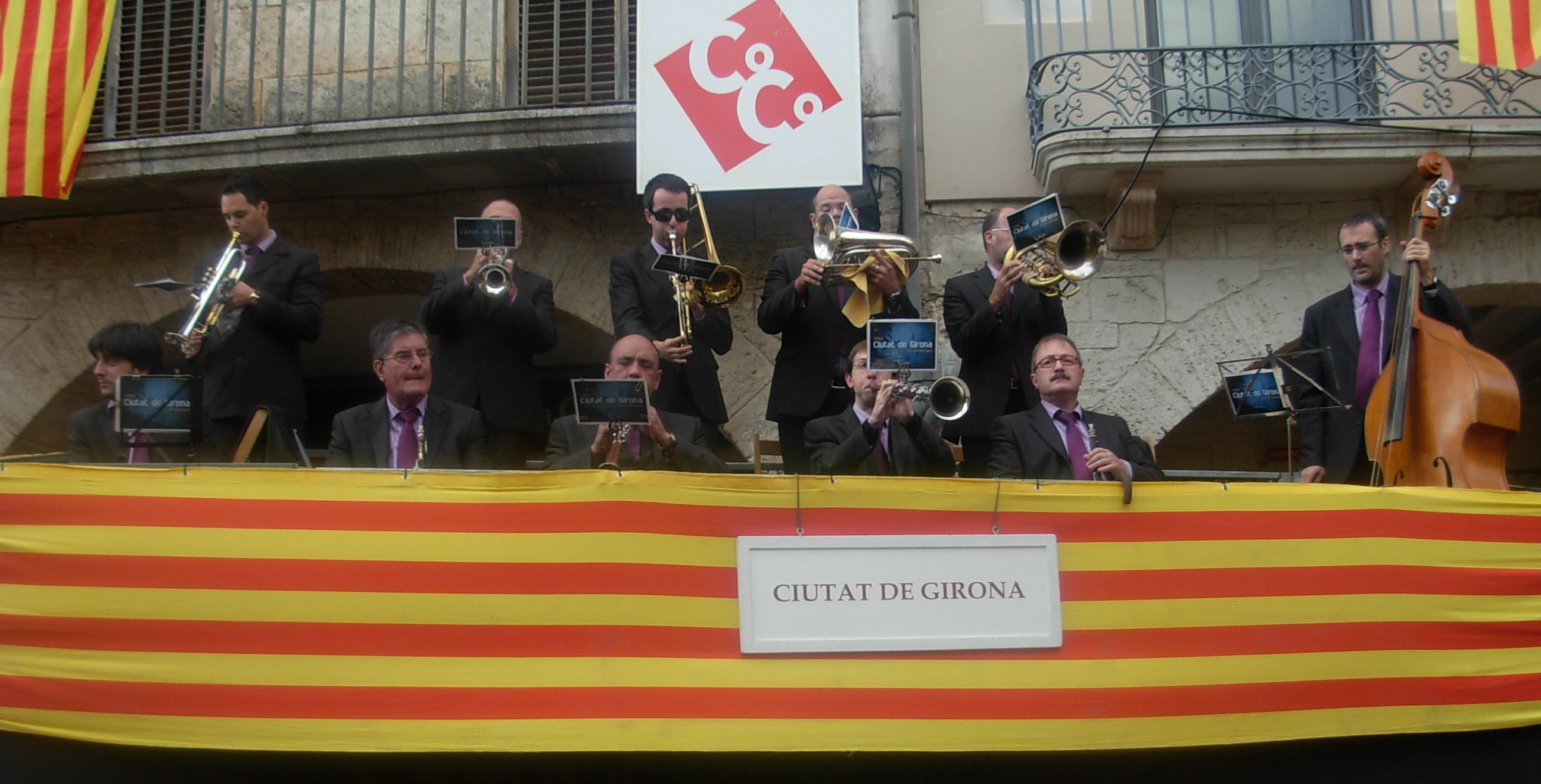
Cobla Ciutat de Girona tocant sardanes a la Festa Major de Banyoles
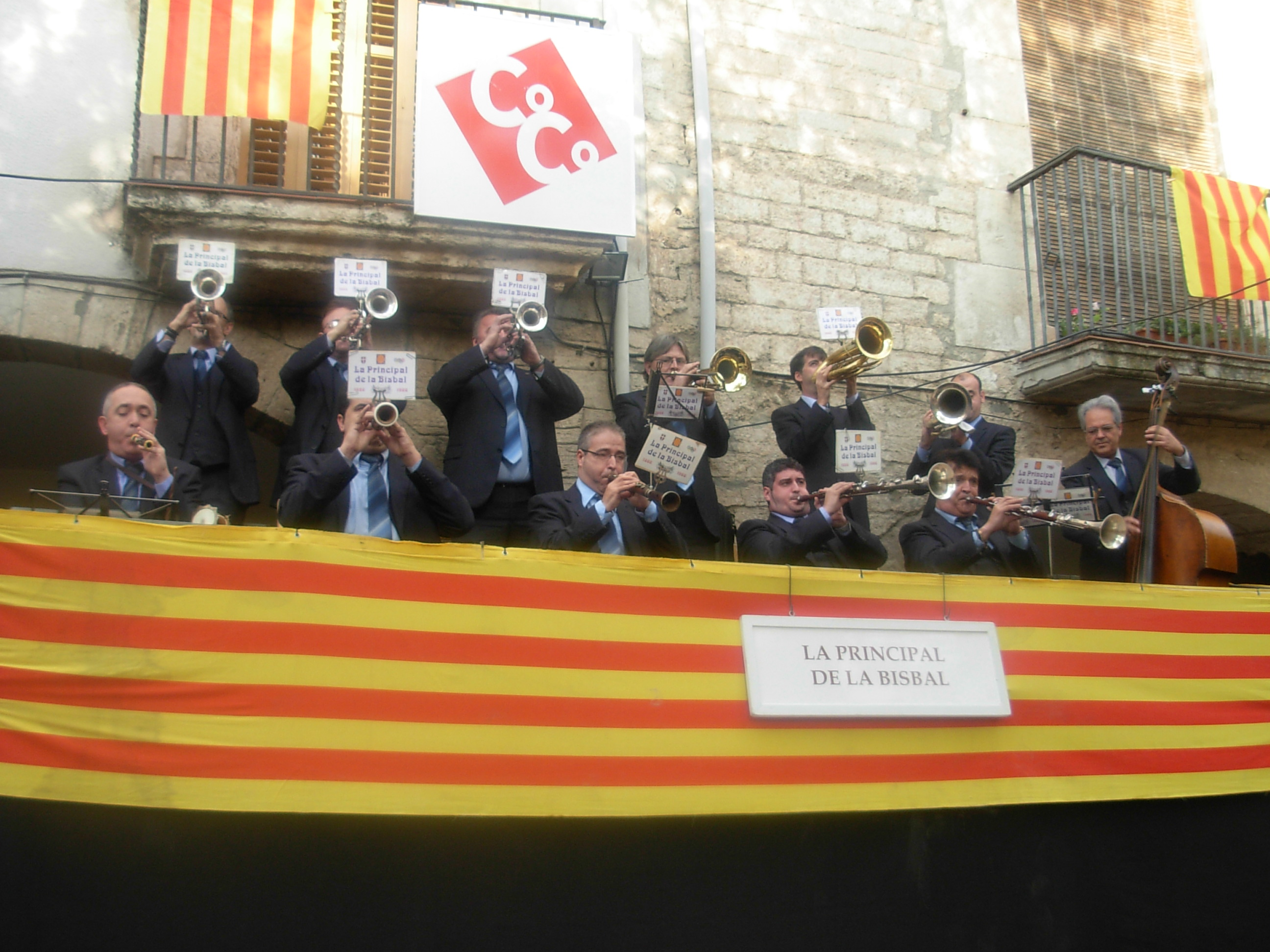
Cobla la Principal de la Bisbal tocant sardanes a la Festa Major de Banyoles